# Carnevale di Colonia

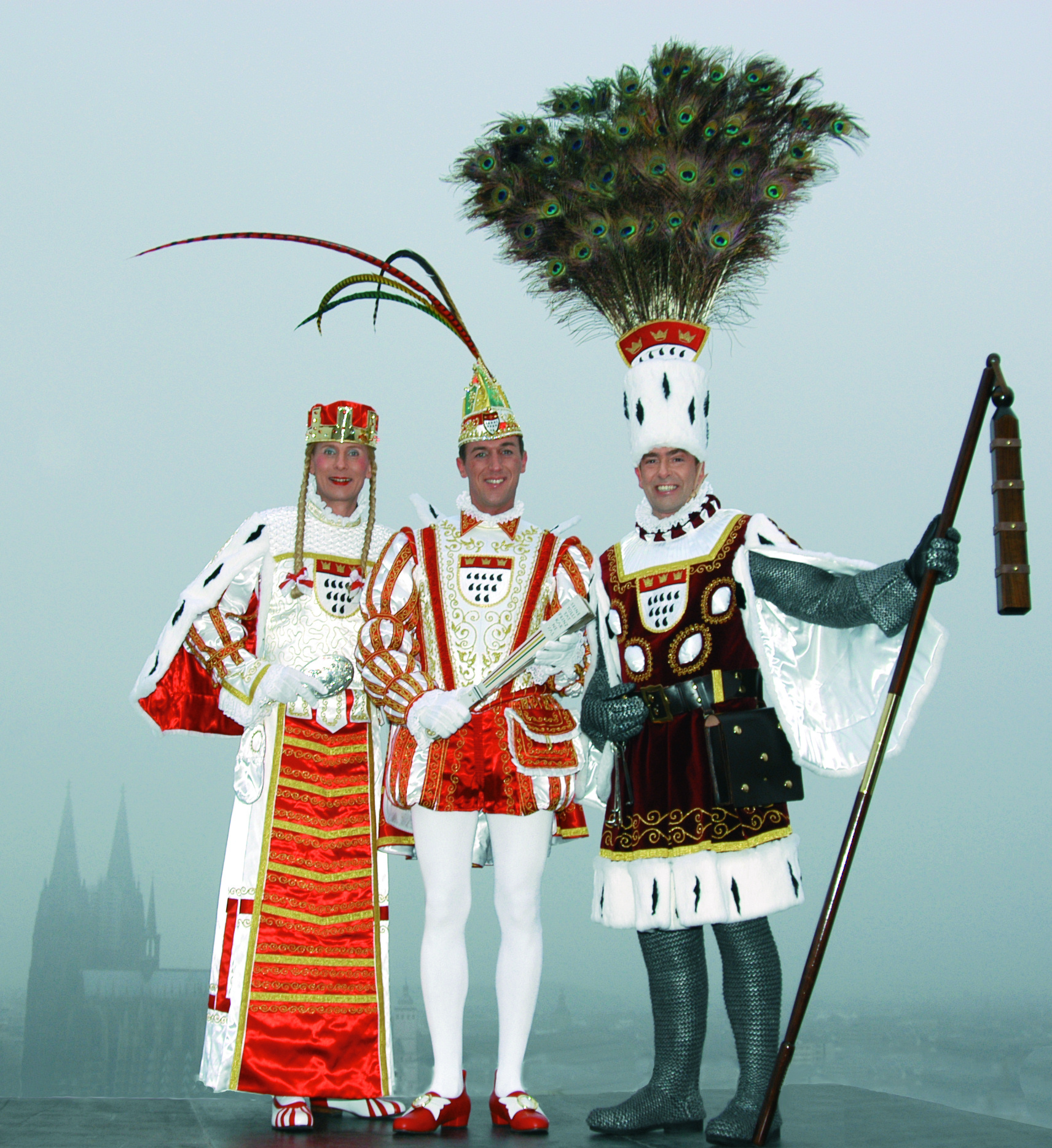
Il Dreigestirn (triumvirato), nel 2005 (fanciulla, principe e contadino)

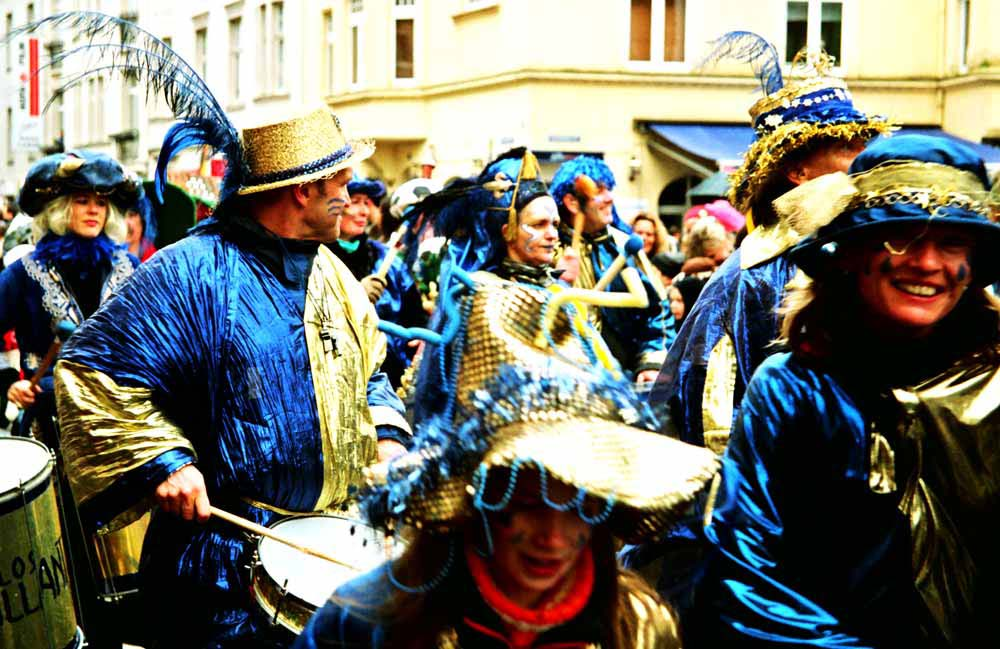
Folla a Colonia per il Rosenmontag del 2006.

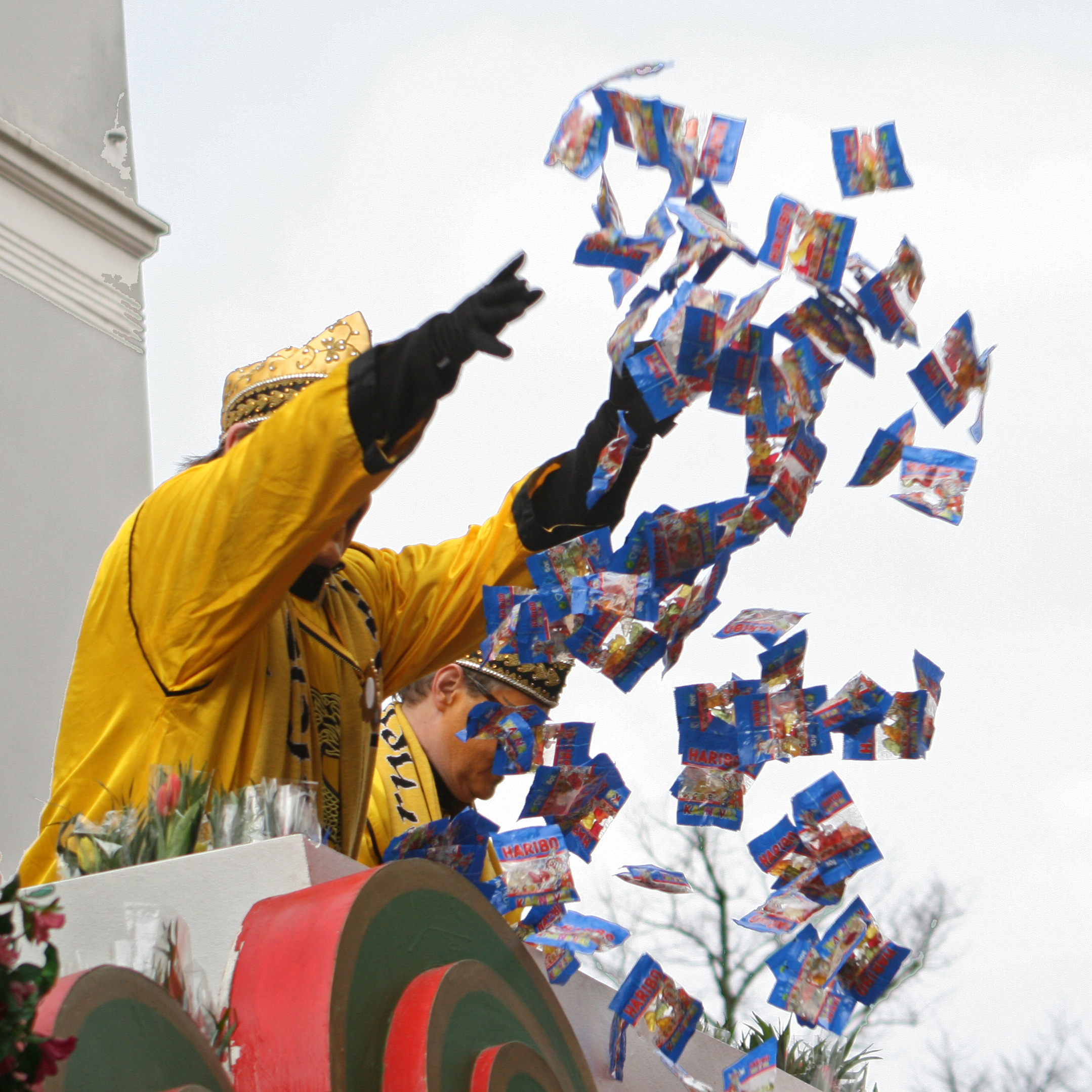
Kamelle (dolci) lanciati durante una parata di carnevale

Il carnevale di Colonia (in tedesco: Kölner Karneval) è un carnevale che si svolge ogni anno a Colonia, in Germania.
Tradizionalmente, la "quinta stagione" (stagione del carnevale) è dichiarata aperta l'11 novembre alle 11:11. Lo spirito del Carnevale viene quindi temporaneamente sospeso durante l'Avvento e il periodo natalizio, e riprende dopo il 6 gennaio, l'Epifania, nel nuovo anno. Il tempo dell'allegria nelle strade è ufficialmente dichiarato aperto nella piazza del centrale "Alter Markt" il giovedì precedente l'inizio della Quaresima. Il carnevale di strada, una festa della durata di una settimana, chiamato anche i giorni pazzi, si svolge tra il giovedì grasso (Weiberfastnacht) e il mercoledì delle ceneri (Aschermittwoch). Il clou del carnevale è il lunedì delle rose (Rosenmontag), due giorni prima del mercoledì delle ceneri. Durante tutti questi giorni, la gente di Colonia esce mascherata. Il tipico saluto durante la festa è Kölle Alaaf! , in lingua kölsch.

## Dreigestirn
Ogni anno tre persone il (Dreigestirn  o triumvirato) ottengono i titoli di Jungfrau, Prinz  e Bauer (fanciulla, principe e contadino rispettivamente), che pagano una grande somma di denaro per ottenere i privilegi. Il principe carnevalesco è considerato il più alto rappresentante dei festeggiamenti, e guida le principali sfilate per tutta la settimana. Tradizionalmente, la Jungfrau ("fanciulla") è sempre interpretata da un uomo vestito da donna. Come entità, il trio esiste dal 1883. In passato si trattava di singoli personaggi, ma tutti e tre entrarono nel carnevale di Colonia negli anni 1820.
Il principe, chiamato anche Seine Tollität "(Sua follia)", è il personaggio più importante del carnevale di Colonia. Il suo carro allegorico è l'ultimo nella grande parata del lunedì delle rose. La denominazione di "principe" risale al 1872, prima di allora si chiamava "Held Carneval" (eroe di carnevale), la personificazione del carnevale. I suoi attributi rimasero tuttavia invariati, quelli di un reggente: corona con coda di pavone, una catena d'oro, una cintura con pietre sfavillanti, pantaloni bianchi e una giacca viola. Uno scettro nella mano destra e un bastoncino da "schiaffeggio" nella sinistra. Quest'ultimo è noto come un simbolo dello sciocco, ma in particolare è un simbolo di fertilità e del regno del principe sul suo popolo sciocco durante il carnevale.
Il contadino porta il titolo di Seine Deftigkeit "(Sua altezza)". Poiché Colonia è una grande città, il contadino deve essere un ragazzo prestante. Esprime l'audacia della vecchia città imperiale privilegiata di Colonia (divenne una vera e propria città libera dell'Impero nel 1475, e a quel tempo era la più grande città dell'Europa centrale, con un'enorme percentuale di terreni agricoli all'interno delle sue mura  e la corporazione degli agricoltori era ben rispettata e influente). La spada e il flagello simboleggiano la sua lealtà all'impero e la sua veridicità. Come custode della città, tiene anche le chiavi della città nella cintura. La chiave simboleggia gli eroi della milizia cittadina nella Battaglia di Worringen del 1288, in seguito alla quale la città ottenne l'indipendenza dall'arcivescovo di Colonia.
La fanciulla, chiamata anche Ihre Lieblichkeit "(Sua amorosità)" simboleggia la madre Colonia ed è tradizionalmente interpretata da un uomo. Barba o baffi sono vietati per questo ruolo. Dal 1936 al 1943, le autorità naziste ordinarono che la fanciulla dovesse essere interpretata da una vera donna. La fanciulla di Colonia indossa una corona turrita. Questa corona da "difensore" e la sua verginità simboleggiano l'imprendibilità della città. Inoltre ha uno specchietto che simboleggia la "vanità femminile", un attributo recente senza un significato più profondo. Il suo abito romano ricorda l'imperatrice romana Agrippina (15 – 59), moglie dell'imperatore Claudio. Agrippina nacque nella città di Colonia nel 15 e riuscì ad ottenere la ridenominazione della sua città natale in Colonia Claudia Ara Agrippinensium (CCAA) dal 50.

## Eventi

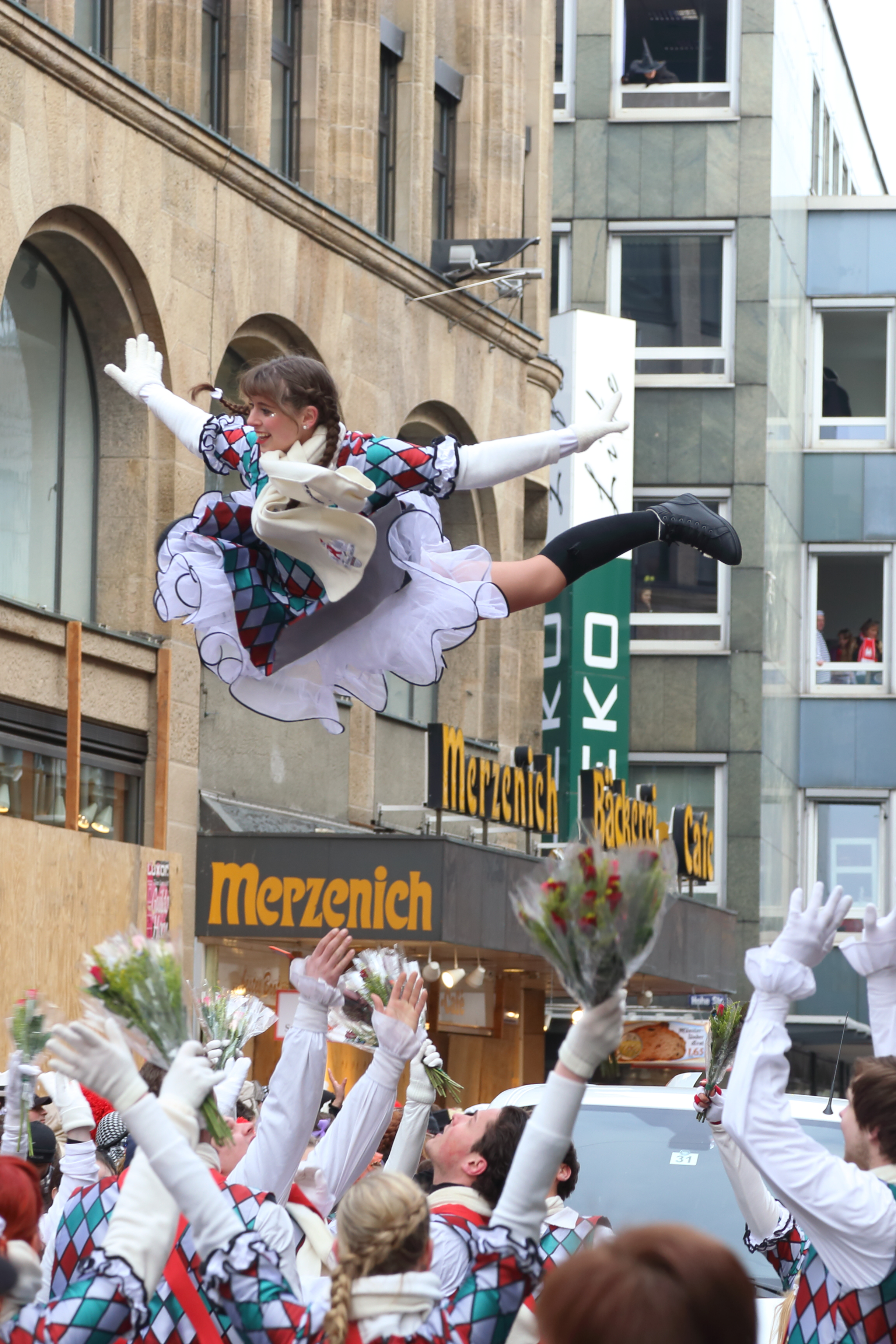
Una Funkemariechen (majorette) viene lanciata in aria durante la Parata del lunedì delle rose del 2013

Il carnevale ufficiale con sfilate, balli e spettacoli teatrali (Sitzungen) è gestito dal Festkomitee Kölner Karneval (Comitato per le celebrazioni del Carnevale di Colonia), fondato nel 1823. Ci sono molti eventi di contorno in tutti i bar, i club e le comunità locali della città, tra cui lo "Stunksitzung", uno spettacolo comico di sinistra che caratterizza il carnevale ufficiale in stile Sitzungen prendendo in giro sia il tradizionale carnevale conservatore che la politica. Ci sono numerose sfilate nei quartieri della città, una cosiddetta sfilata di fantasmi il sabato sera e una sfilata colorata delle scuole di Colonia e piccoli club di carnevale la domenica. Negli ultimi anni ha attratto più di un milione di spettatori all'anno, per la parata del lunedì delle rose .